# Néolithique précéramique A
Le Néolithique précéramique A (ou PPNA, abréviation de l'anglais Pre-Pottery Neolithic A) est une des phases du Néolithique du Proche-Orient, établie à partir de la stratigraphie du site de Jéricho (Tell es-Sultan) par Kathleen Kenyon. Elle s'étend sur plus d'un millénaire entre la fin du XIe millénaire et le début du IXe millénaire av. J.-C. Elle ne constitue pas une culture homogène, mais est divisée en plusieurs entités chronologiques et régionales du sud et du nord du Levant : Khiamien, Sultanien, Mureybétien notamment. L'horizon PPNA peut également inclure des sites contemporains situés dans des régions voisines (sud-est de l'Anatolie, Chypre, nord de l'Irak). 
Dans la continuité du Natoufien auquel elle succède, c'est une phase caractérisée par une sédentarisation accrue des communautés humaines, voyant le développement de villages plus importants, de nouvelles formes d'architecture domestique et de bâtiments communautaires, ainsi que des ensembles monumentaux qui ont pu avoir une fonction rituelle (Göbekli Tepe). Du point de vue des stratégies de subsistance, le PPNA voit les prémices du développement de l'agriculture et de l'élevage, décelables durant ses derniers siècles. C'est donc la première phase de la néolithisation, longue période de transition entre les cultures de chasseurs-cueilleurs et celles des premiers agriculteurs, même si son caractère « néolithique » peut être discuté puisqu'il n'y a pas de preuve déterminante que le processus de domestication ait été conduit à son terme durant cette période.

## Chronologie
Le PPNA se développe en gros au Xe millénaire av. J.-C., les datations précises variant selon les sites et les spécialistes. À partir de plusieurs travaux portant sur le Levant, K. Wright propose une durée entre 10 040 et 8940 av. J.-C. calibré (équivalent à 11 990 à 10 890 AP calibré et 10 250 à 9600 AP C14).
Si on considère l'ensemble des aspects caractérisant les communautés humaines de cette période, il n'y a pas de véritable rupture avec la période précédente, le Natoufien. D'ailleurs, le Khiamien a longtemps été considéré comme une phase de transition entre les deux périodes et ce n'est que récemment qu'il a été intégré au PPNA.
La transition entre le PPNA et le PPNB est, quant à elle, encore très mal cernée.
De très nombreux sites continuent d'être occupés, comme Jerf el Ahmar où une phase de transition a été identifiée.
En outre, même après 8700 av. J.-C., on observe une persistance de certains aspects PPNA dans le sud du Levant (outillage, architecture...), E. Banning y faisant durer cette période jusqu'en 8500-8350 av. J.-C..

## Extension et subdivisions

Localisation des principaux sites du Néolithique précéramique A.

Phase largement inscrite dans la continuité du Natoufien, le PPNA partage la plupart de ses traits, et comme il n'y a pas de trace assurée de domestication des plantes et des animaux durant cette époque, il a pu être considéré que la désignation de « néolithique » était une convention chronologique mais n'impliquait pas que son économie et sa société soient effectivement néolithiques, ce qui suppose un aboutissement du processus de domestication. De plus l'extension précise est délicate à définir car elle dépend des critères choisis (architecture, pratiques funéraires, outillage en roche taillée, etc.). En tout état de cause le PPNA ne constitue pas un ensemble homogène et il est pratique d'y distinguer plusieurs horizons culturels. 
Ces variantes régionales ont été définies en fonction de différences dans l'architecture ou les types d'objets découverts (pointes de flèche par exemple) :
- Le Khiamien, nommé d'après le site de la terrasse d'El Khiam dans le désert de Judée, est une phase d'environ 400 à 700 ans selon les chronologies, qui succède au Natoufien tardif. Elle se repère notamment par la présence des « pointes d'el Khiam » et divers types de microlithes, et est surtout attestée au Levant nord (notamment Mureybet, v. 9700-9300 av. J.-C. selon la chronologie établie sur le site). Elle voit la croissance des villages, les traces plaidant en faveur d'une agriculture sont très limitées[2].
- Le Sultanien, qui doit son nom au site de Tell es-Sultan, c'est-à-dire Jéricho, est attesté au Levant sud où il succède au Khiamien (v. 9500-8500 av. J.-C.)[7],[8]. avec, entre autres, les sites de Jéricho, Netiv Hagdud, El Khiam, Hatoula, Nahal Oren.
- Le Mureybétien couvre le nord du Levant, en particulier le Moyen-Euphrate où il est défini d'après plusieurs niveaux de Mureybet, s'étend d'environ 9300 à 8600 av. J.-C. Outre ce site, on retrouve cette variante régionale à Tell Abr et Jerf el Ahmar[8].
- Dans le Levant central, l'« Aswadien » a été un temps défini, à partir du site de Tell Aswad en Damascène, comme un des faciès du PPNA, mais il s'est avéré qu'il devait être supprimé car les niveaux en question relevaient du PPNB[9].
- Dans le sud-est anatolien, dans les contreforts du Taurus, le développement des sites de Çayönü, Göbekli Tepe, Hallan Çemi et Körtik Tepe est situé chronologiquement dans le PPNA, sans dénomination régionale spécifique ; en revanche cette terminologie n'est pas employée pour l'Anatolie centrale[10].
- À Chypre, des sites ont été associés à l'horizon PPNA : Ayia Varvara-Asprokremnos et Ayios Tychonas Klimonas[11].
- Plus à l'est, dans le nord de l'Irak, les premiers villages de cette région comme Nemrik ont pu être inclus dans le Néolithique précéramique A[12].

Quels sont les liens entre ces différents espaces et peuvent-ils être considérés comme un même ensemble ? Une sorte d'unification culturelle dans la région du Levant est observable dès l'époque Natoufienne. Cela suggère l'existence d'une culture commune marquée par la sédentarité avec des villages ayant des maisons circulaires, l'utilisation d'outils de mouture, le développement de l'art figuratif, l'existence d'une koinè et l'utilisation de la vaisselle en pierre. Elle peut au moins être étendue jusqu'à la Djézireh d'Irak et peut être le Zagros.

## Les villages et l'architecture

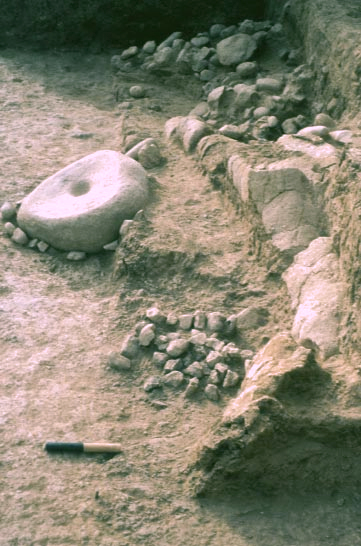
Vestiges d'un bâtiment circulaire à Gesher (Israël).

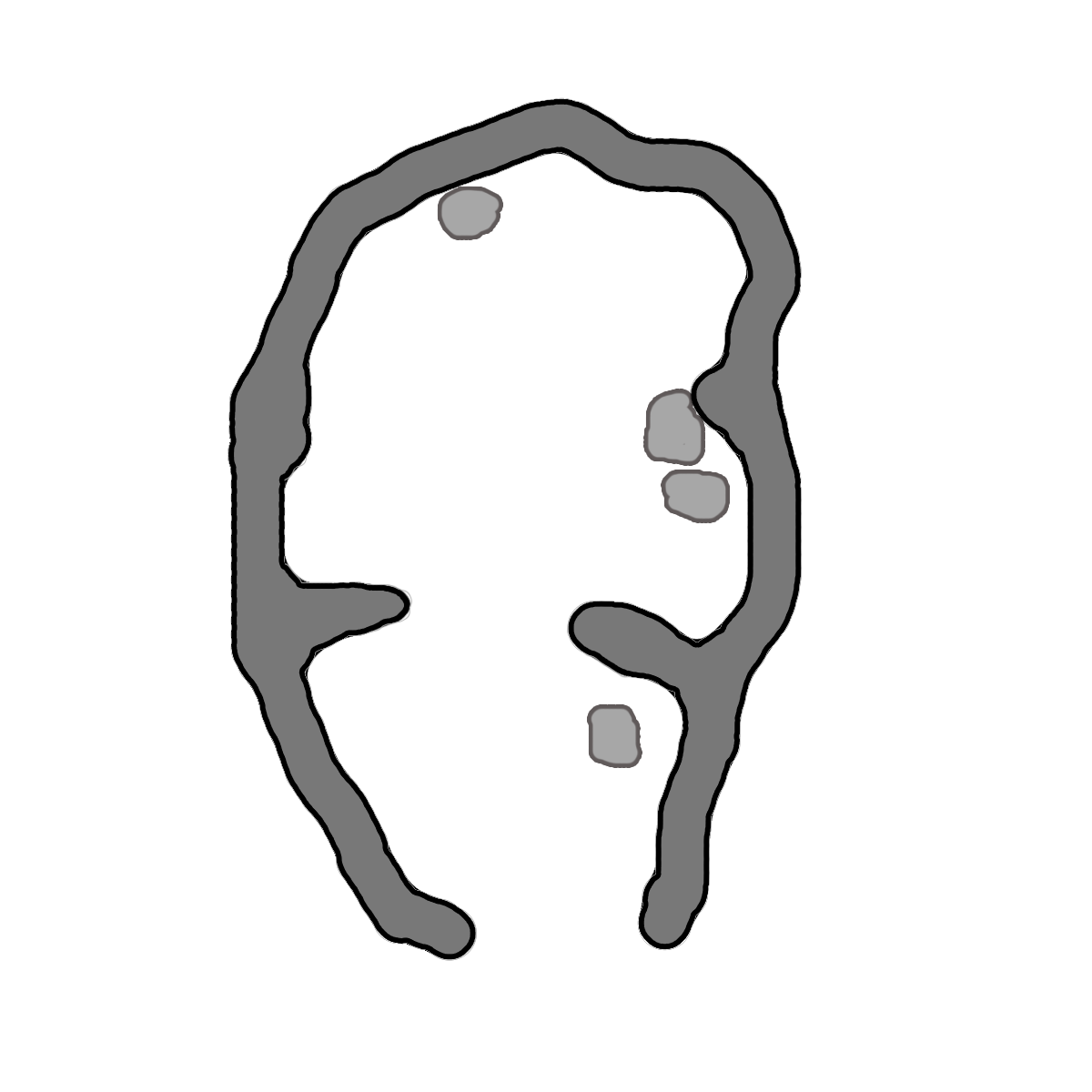
Plan d'une maison circulaire typique du PPNA.

Les villages du PPNA témoignent d'une sédentarisation forte des communautés dans la continuité du Natoufien mais les sites sont plus grands, les techniques de construction plus élaborées et des bâtiments communautaires apparaissent.
La croissance des sites villageois est très marquée dès le début du PPNA : ils peuvent atteindre entre 1,5 et 2,5 hectares, soit cinq à dix fois plus que les villages du Natoufien. Les sites du sud du Levant sont situés de préférence dans les terres basses, sur les rebords des vallées côtières et du Rift ; ils sont associés à des sites temporaires situés plus haut sur les pentes. Les sites les plus vastes comme Jéricho et Netiv Hagdud font entre 1,6 et 2 hectares et comprennent peut-être jusqu'à 200 habitants. C'est au nord du Levant que la croissance de l'habitat est la plus marquée, des sites comme Jerf el Ahmar connaissant un essor rapide. Les habitats se développent en particulier le long de l'Euphrate, séparés de 20-25 kilomètres les uns des autres.
Par contre, le plan des maisons n'évolue pas. On retrouve encore à cette période des maisons circulaires. À Körtik Tepe dans le sud de la Turquie, elles mesurent entre 2,3 et 3,8 m de diamètre, le sol est constitué de terre durcie, les murs sont peu épais et sont en pierre. Certaines maisons sont isolées les unes des autres, d'autres sont accolées. Ces maisons sont semi-enterrées, beaucoup moins toutefois que dans la période précédente au moins dans les sites du Mureybétien. Cette évolution serait liée à une meilleure maîtrise des techniques de construction des murs et une utilisation de la balle des céréales comme dégraissant dans ces derniers. Ces constructions sont donc plus élaborées et demandent plus d'investissement en construction que durant la période précédente.
Les habitats comprennent des espaces à ciel ouvert équipés de foyers et de pierres servant au broyage, ce qui impliquerait des pratiques de cuisine collective. Des silos en briques d'argile ont également été repérés sur des sites de cette période.

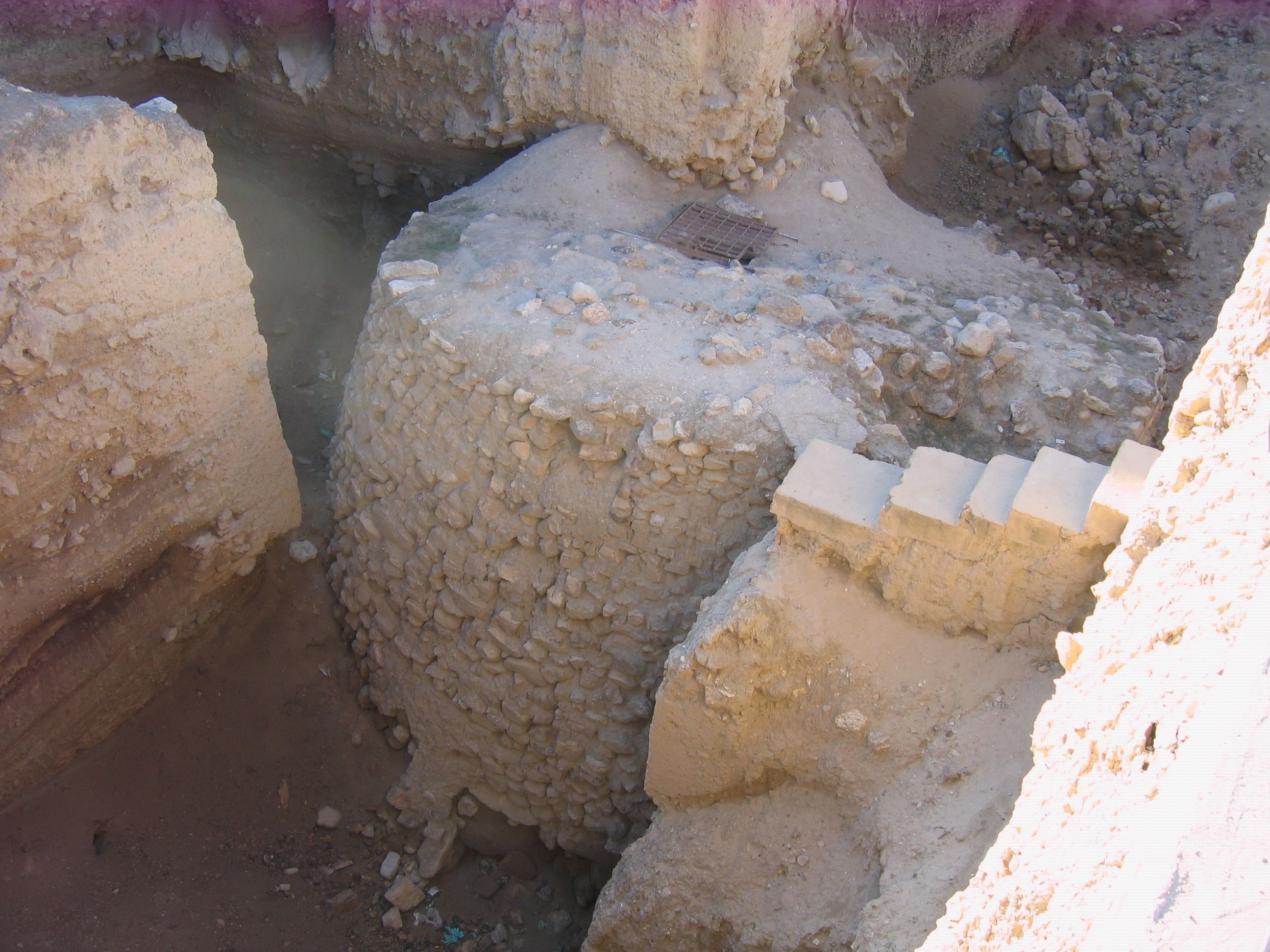
La tour de Jéricho.

Des structures de stockage sont présentes dans quasiment tous les sites. À Dhra′ près de la mer Morte en Jordanie, des fouilles ont fourni des preuves solides de greniers sophistiqués dans un contexte de prédomestication vers 11 300 – 11 175 AP. Conçus avec des planchers suspendus pour la circulation de l'air et la protection contre les rongeurs, ils sont situés entre des structures résidentielles qui contiennent des installations de traitement des plantes. Certains villages se caractérisent par des structures monumentales. C'est à cette période que sont attribuées une muraille et la tour de Jéricho qui mesurait environ 8 mètres de haut. La phase la plus ancienne du site de Göbekli Tepe est aussi attribuée au PPNA ou au tout début du PPNB. Elle se caractérise par des structures circulaires de 10 à 15 mètres de diamètre, constituées de un ou plus rarement deux cercles concentriques de piliers en pierre en forme de T et de deux piliers plus grands au centre. La nature de ces structures et du site en général est encore discutée (sanctuaire et/ou village). La structure O75 du site de Wadi Faynan 16 en Jordanie est un autre type de construction communautaire située dans un contexte pré-agricole, au sens non déterminé.
La fin du PPNA et la transition vers le PPNB correspond au passage à des maisons rectangulaires pas ou très peu enterrées et au développement de bâtiments collectifs polyvalents totalement enterrés qui, eux, restent circulaires,. À Tell Abr 3, le bâtiment communautaire mesure de 10 à 12 mètres de diamètre, est enterré sur 1,55 m et est ceinturé par une banquette, confirmant son utilisation comme lieu de réunion.
À Mureybet et à Jerf el Ahmar, les villages semblent organisés autour d'un telle structure. Sur le second, une structure se distingue par plusieurs de ses caractéristiques : il s'agit d'un bâtiment circulaire, semi-enterré, dont les poteaux centraux ont été réalisés dans du bois importé. Une banquette longeait le mur, plusieurs stèles ornées étaient également érigées dans cet espace. Lors de la fouille, un dépôt d'omoplates d'aurochs a été découvert à l'intérieur de la banquette, et un dépôt de lames de silex a été découvert dans un des murs. Les dalles recouvrant le sol et les poteaux centraux étaient ornementés. L'usure de la banquette montre que des gens se sont assis régulièrement dessus, confirmant l'interprétation de cette structure comme espace de réunion.

## Subsistance

### Domestication des plantes et des animaux

Localisation des foyers identifiés pour les domestications des céréales au Proche-Orient : agriculture pré-domestique (italique) et domestications morphologiques (droit).

Jusque vers 9500 av. J.-C., la population vit exclusivement de la chasse, de la cueillette de ressources sauvages et, dans certaines régions, de la pêche. Dès les derniers siècles du PPNA, les premières expérimentations dans la domestication des plantes et des animaux semblent commencer à se développer dans plusieurs régions, notamment dans le corridor levantin (en) pour la culture des céréales.
Néanmoins il n'y a pas de preuve déterminante de pratique de l'agriculture à cette période. La morphologie des céréales trouvées en grand nombre sur les sites du PPNA est celle de plantes sauvages, il n'y a pas encore de forme « domestique », peut-être parce que les semailles sont encore en bonne partie effectuées à partir de céréales sauvages, dont la cueillette demeure manifestement importante. Faute d'argument décisif, il faut donc s'en remettre à un faisceau d'indices qui, s'ils sont cumulés, rendent probable l'existence d'une agriculture, dite « pré-domestique ». G. Willcox en a déterminé plusieurs, notamment à partir de l'analyse des données recueillies à Jerf el Ahmar, :
- réduction du nombre de plantes cueillies au cours du temps, compensée par une plus grande présence des plantes « fondatrices » de la domestication (orge, engrain, lentilles, pois etc.) ;
- apparition de plantes fondatrices non attestées précédemment dans la région (orge à Jerf el Ahmar, vesces à Dja'de par exemple) ;
- présence importante sur les sites du PPNA de « mauvaises herbes », qui poussent en général dans les champs cultivés ;
- croissance de la taille des grains, ce qui est vu comme un indice de domestication ;
- présence de plantes fondatrices sur des sites situés hors des régions où elles poussent à l'état naturel, par exemple de l'amidonnier à Zahrat adh-Dahra (vallée du Jourdain) où le climat est pourtant trop sec pour qu'il pousse à l'état naturel ;
- indices d'une exploitation à grande échelle des céréales, constatée à Jerf el Ahmar par la proportion dominante des plantes fondatrices dans les niveaux tardif du site (plus de la moitié des résidus de grains et fruits), apparition d'installation de mouture et de stockage des grains relativement importantes et d'usage collectif dans plusieurs cas, la balle des céréales est massivement utilisée dans l'architecture de terre, ce qui suppose une nouvelle fois des récoltes importantes et enfin, en lien avec ces structures de stockage, des rongeurs commensaux sont identifiés[28].

La domestication du porc semble également initiée dès cette période en Anatolie.
Manque donc la preuve décisive que constituent les changements morphologiques des espèces domestiquées, qui ne sont confirmés que pour le PPNB. Mais au regard des autres éléments réunis, considérer que les débuts de l'agriculture et de l'élevage s'effectuent vers une même période, en gros à partir de 9500 av. J.-C. et durant la fin du PPNA, semblent plausibles.

### Aliments consommés
Quoi qu'il en soit, les sites du PPNA ont livré une quantité variée de restes de plantes et d'animaux qui permettent de reconstituer le régime alimentaire des gens de cette période. Les céréales présents sur ces villages sont le seigle, l'engrain, l’amidonnier, l'orge et l'avoine, tous sous leur forme sauvage. Les légumineuses comprennent les lentilles, pois, gesses, les vesces. Il s'agit des plantes qui sont potentiellement cultivées dès cette période. En plus de cela, on cueillait également des pistaches, des glands, amandes et figues (ces dernières peut-être également cultivées). La pêche et la chasse servent de compléments, avec éventuellement l'apport d'espèces domestiquées si on estime qu'il y en a dès cette période. Le gros gibier comprend l'onagre, la gazelle, l'auroch, les bouquetins et moutons, le sanglier. La chasse d'oiseaux est également attestée.

## Productions matérielles

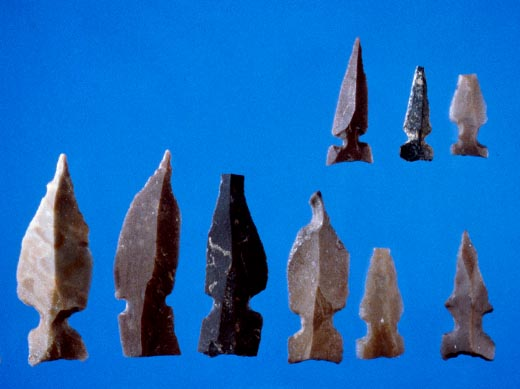
pointes de flèche en silex du site de Gesher (Israël).

Les roches utilisées dans l'outillage taillé témoignent de la présence de réseaux d'échange importants. L'obsidienne du Göllüdağ en Cappadoce circule jusque dans le Levant dès le début du PPNA.
Le silex est exploité dans plusieurs régions, par exemple à Tell 'Abr 3. Dans ce site, la variété grossière du silex local est utilisée pour la réalisation d'herminettes et de haches, celui à grain fin pour le reste de l'outillage.
Silex et obsidienne sont débités sous la forme de lames. En Anatolie, les tailleurs ne maîtrisaient pas la technique de la pression.
Dès la fin du PPNA, une nouvelle méthode de taille apparaît : le débitage naviforme. Elle permettait d'obtenir des lames naturellement appointies.
Les pointes de différentes dimensions constituaient une part importante de l'outillage,,.
Plusieurs types de pointes de flèche apparaissent rapidement. À Tell 'Abr 3, on trouve des pointes de type El Khiam, des pointes à encoche et pédoncule de type pointe de Hélouan, des pointes à encoches distales, des pointes à pédoncule du type pointe de Mureybet ou encore des pointes de Jerf el Ahmar. Dans le même site, on trouve des perçoirs et des mèches utilisées pour percer différents matériaux, des lames retouchées ou non, certaines avec des traces indiquant leur utilisation probable comme faucille.
Beaucoup de ces outils en roche taillée étaient emmanchés, comme l'indiquent des manches taillés dans du calcaire et des manches en bois de cervidé. La pierre servait également de matériau pour la réalisation de polissoirs, de redresseurs de fût de flèche, de bâtons polis, de matériel de mouture, ou encore de vases en pierre.
Ces derniers sont particulièrement abondants et d'une très grande qualité technique dans les sépultures de Körtik Tepe. Ils se caractérisent notamment par un décor d'une très grande finesse.
Enfin, la pierre était employée pour la réalisation de haches polies, présentes dans l'outillage depuis le Mureybétien, et aussi de perles et autres éléments de parure.
L'os et le bois de cervidé étaient employés pour la réalisation d'une grande variété d'outils, mais aussi pour des éléments de parure et pour des éléments décoratifs. Dans le site de Körtik Tepe, de nombreuses plaquettes en os (mais aussi en pierre) couvertes de très riches décors d'animaux et de motifs géométriques ont été exhumées.
D'autres ressources étaient exploitées, par exemple l'ocre à Ayia Varvara à Chypre. De nombreuses meules pour traiter le minerai ont été découvertes dans le même site.
Il existe enfin d'autres techniques et d'autres activités dont on n'a que des traces indirectes. C'est le cas du tissage : on trouve à Körtik Tepe des éléments prouvant la maîtrise de cette technique dès cette période. C'est le cas également des différentes techniques de navigation. L'occupation de Chypre dès cette période démontre la présence d'embarcations pouvant franchir sans difficulté les dizaines de kilomètres séparant l'île du continent.

## Pratiques funéraires, rituelles et «symbolique»

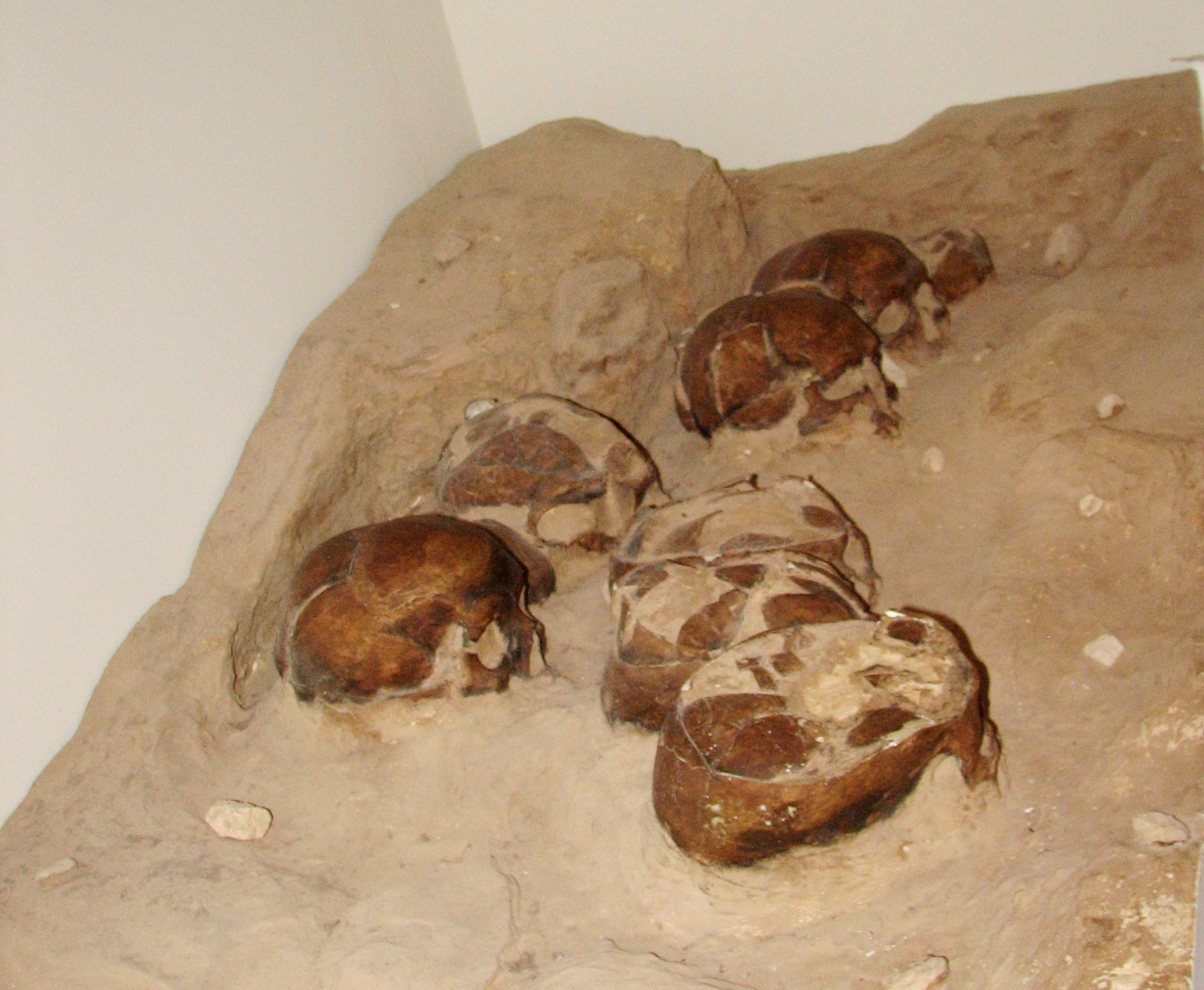
Reconstitution de neuf crânes humains découverts sous le sol d'une maison à Jéricho (Israël).

L'inhumation des défunts sous le sol des maisons est une pratique particulièrement répandue. À Jéricho, 279 sépultures de ce type ont été exhumées par Kenyon. Le crâne des défunts était souvent prélevé, pratique déjà attestée au Natoufien mais plus fréquente au PPNA.
Dans le site de Körtik Tepe, ce sont des centaines de sépultures qui ont été fouillées. Les tombes étaient au cœur du village, sous les maisons ou dans les espaces entre les maisons. 
La moitié des crânes portent des traces de découpe témoignant du décharnement volontaire de la tête des inhumés peu de temps après la mort. Les défunts étaient déposés dans les sépultures puis parfois recouverts de plâtre. On a également découvert plusieurs os humains peints. La pratique de décapitation post-mortem, répandue à cette période, est couramment interprétée comme liée à un culte des ancêtres, mais des explications alternatives existent, comme le fait qu'il s'agissait de trophées de guerre ou des témoignages de sacrifices humains.
De nombreuses tombes contenaient des objets. Sur l'ensemble du site de Körtik Tepe ont été recueillis, entre autres, des milliers de perles en pierre, en coquillage et en os, des outils en silex et obsidienne, du matériel de mouture, des bols en pierre, des amulettes.
Outre les pratiques funéraires, le PPNA se caractérise par la présence de structures ou d'éléments mis en relations avec des pratiques rituelles. C'est le cas, par exemple, de la présence de bucranes dans plusieurs sites, par exemple à Tell 'Abr 3. Toutefois l'usage exclusivement rituel de ces édifices communautaires n'est pas évident : peut-être ont-ils servi lors de cérémonies que l'on qualifierait de religieuses, mais ils ont pu avoir des usages divers. Certains ont une position sceptique quant au fait d'identifier des édifices de cette période comme des « sanctuaires ».
Göbekli Tepe est le cas le plus étudié de ces constructions qui ont pu avoir une finalité rituelle. Pour la phase correspondant au PPNA (niveau III), ce site comprend un groupe d'enceintes (cinq dégagées à ce jour) de forme circulaire ou ovoïde disposant de piliers en forme de "T" sur leur pourtour et en leur centre, sur lesquels sont sculptés des animaux et parfois des parties d'humains. Sa fonction exacte reste à déterminer, de même que le sens des piliers et de leur imagerie. Selon l'équipe de fouilles du site il s'agirait d'un sanctuaire où se seraient déroulées sur une longue durée (occupation d'au moins un demi-millénaire) des festivités collectives impliquant une « communauté rituelle », et la consommation de boissons fermentées. Il est parfois proposé que les besoins en céréales pour ces festivités aient stimulé l'intensification de leur consommation et les premières expériences agricoles.
L'analyse de l'iconographie a conduit J. Cauvin à proposer une révolution des symboles à compter du Khiamien : alors que le Natoufien privilégie les représentations animales sur des objets utilitaires, le PPNA ancien (donc la dernière époque constituée uniquement de chasseurs-cueilleurs) est plus porté vers les figurines en argile représentant des animaux, et des femmes, et pratique aussi l'enfouissement de crânes de taureaux. La femme et le taureau seraient alors des représentations d'un principe féminin et d'un principe masculin liés à la fertilité. Cela reflèterait un changement de l'univers mental des communautés humaines, et serait à l'origine des changements qui les voient devenir agriculteurs et éleveurs. Pas forcément acceptées, ces idées ont néanmoins eu un impact important sur les études sur la néolithisation.

## Organisation sociale
L'organisation sociale des communautés du PPNA demeure méconnue et les propositions émises à ce sujet restent très conjecturales.
Ces communautés étaient au moins en partie sédentaires et vivaient au moins durant une partie de l'année au même endroit. Il est couramment supposé qu'elles sont plus sédentaires que durant la phase précédente, le Natoufien récent. Mais il y a d'évidentes continuités avec cette dernière période. L'habitat reste de petite taille, circulaire ou semi-circulaire, abritant au mieux une famille nucléaire, si ce n'est de plus petites unités. Le travail et le partage des ressources semblent être organisés au sein de groupes restreints. Le mode de vie et l'organisation sociale semblent donc rester similaires à ceux des sociétés de chasseurs-cueilleurs.
Parmi les évolutions sociales qui ont intéressé les archéologues, celle de la division des tâches entre femmes et hommes a donné lieu à diverses suppositions. On suppose qu'avec le passage vers une économie agricole les activités de broyages des grains ont été plus lourdes et ont pesé en priorité sur les femmes. Cela semble confirmé par l'analyse des squelettes de cette époque, ceux des femmes semblant montrer qu'elles restent souvent en position accroupie qui est caractéristique de ce type d'activité. Néanmoins d'autres études semblent indiquer qu'hommes comme femmes auraient pris en charge les nouvelles tâches liées à la mise en place de l'économie agricole, et que la division des tâches était encore peu marquée. Peut-être cela indique des variations selon les endroits. Les échantillons étudiés restent trop limités en l'état actuel des choses pour avoir plus de certitudes,,.
Les relations entre les communautés semblent témoigner d'échanges pacifiques, avec la circulation de l'obsidienne sur de longues distances, aussi des échanges culturels au regard des similitudes visibles dans l'architecture et l'art sur un grand espace. Bien que les squelettes ne témoignent pas de beaucoup de traumatismes liés à des violences, il est peut-être exagéré de considérer ces sociétés comme pacifiques. Les armes associées en général à la chasse ont très bien pu servir pour des activités guerrières.
Reste à savoir si les vestiges archéologiques indiquent une hiérarchisation importante de la société. Si des tombes de Körtik Tepe témoignent d'une certaine richesse, les objets découverts sont de même nature que dans les sites contemporains et dans l'ensemble des sépultures il est impossible de distinguer un groupe qui se détache par sa richesse, et donc par son pouvoir supposé. À Jerf el Ahmar, les différences existant entre les résidences pourraient indiquer des distinctions sociales. Quoi qu'il en soit l'apparition de plusieurs structures monumentales, à Jéricho et à Göbekli Tepe, ou encore Wadi Faynan 16 et des constructions communautaires arrondies de Jerf el Ahmar et Tell Abr 3, témoignent de travaux collectifs d'une ampleur importante et témoignent donc d'une organisation sociale permettant la mobilisation de groupes importants d'individus. Pour O. Bar-Yosef ce phénomène s'entend mal sans l'émergence d'une autorité « centrale », des chefs, et d'une forme de coopération entre groupes sociaux, peut-être fondées sur la parenté.